# Arts du spectacle en Suisse
Les arts du spectacle en Suisse sont les traditions et la production artistique en Suisse notamment dans les domaines de la danse, du théâtre et du cirque.

## Danse
Au cours de l'histoire, le territoire actuel de la Suisse a connu différents genres de danses. Les danses rituelles, liées à des événements, coexistaient avec les danses de divertissement (danse populaire ou danse de salon). La danse scénique, ballet ou danse d'expression, n'apparut qu'au XXe siècle.

### Danse traditionnelle et populaire
L'inventaire des danses populaires suisses répertorie en l'an 2000 quelque 1 200 danses, dont 167 authentiques.

#### Du Moyen Âge à la fin duXVIIIesiècle
Au Moyen Âge, des cultes datant d'avant l'ère chrétienne sont liés à la fertilité et à la végétation comme les « danses des tonneliers » et les « danses des bouchers ». Des danses et des sauts effectués par-dessus un animal sacrifié pour obtenir une bonne année de récolte sont attestés sur la Montagne de Diesse en 1647. Les danses de funérailles, païennes, sont interdites au IXe siècle. Une danse de Suisse orientale, le Mühlirad (roue du moulin), évoque l'idée archaïque de la roue solaire. L'Église est hostile à la danse liturgique et l'écarte des cérémonies religieuses au début du Moyen Âge car elle comporte des éléments antérieurs à l'ère chrétienne.

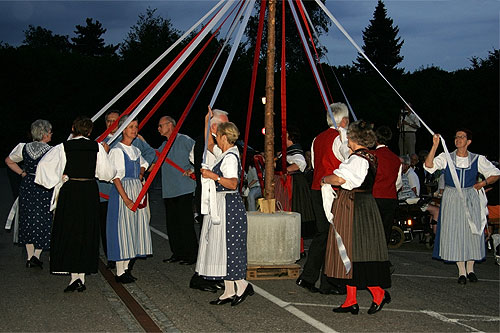
Danses traditionnelles lors de la fête du 1er août à Reinach en 2005.

La danse de cour, maîtrisée et empreinte de retenue, est pratiquée par la haute bourgeoisie. Le peuple, lui, s'adonne à des danses sautillantes, exécutées en rond, en rang ou en chaîne. Les danses masculines des armes, des maures et des arceaux fleuris sont populaires. La « danse de l'épée » est exécutée par les gardes suisses de Paris jusqu'en 1755. Elle est attestée pour la première fois à Fribourg en 1492.
Après les danses de groupe, il y a de plus en plus de danses de couples à partir du XIVe siècle. On danse les jours de fêtes et les jours fériés, notamment au moment du carnaval. Néanmoins, les danses du peuple étaient réglementées par des « Mandats sur les mœurs » : Selon une ordonnance zurichoise de 1370, « personne ne devait danser ni en cachette ni officiellement lors des mariages ». Il était seulement permis de danser le jour de l'an, à Mardi gras, les jours de marché et à la fête patronale. Après l'instauration de la Réforme, la danse fut tolérée comme coutume dans les régions catholiques, mais pas par l'Église réformée. En réaction, surtout dans les pays sujets, on dansa de joie autour des arbres de la liberté après la chute de l'Ancien Régime.

#### DuXIXesiècleà nos jours
Au XIXe siècle sont organisés bals et soirées dansantes par la société bourgeoise qui s'en sert pour organiser des mariages. Les différentes régions linguistiques développent des coutumes locales influencées par la culture des pays voisins. Par exemple, la danse des zoccoli au Tessin, ainsi que les rondes, contredanses et danses en chaîne (coquille et coraules) en Suisse romande.
Toujours au XIXe siècle, de nouvelles danses entrent dans le répertoire populaire : valse, scottish, mazurka et polka. Par exemple, dans l'Emmental, le chüereie Walzer est une sorte de valse, le Hierig appenzellois, proche de la tyrolienne, est une danse de séduction. Le Misttröppeler dans l'Emmental et la « Storta da Crusch » en Engadine sont des mazurkas.
Au XXe siècle, de nombreuses danses proviennent de l'Amérique : le one-step, après la Première Guerre mondiale, puis le tango. En réaction à ces danses importées, des mouvements de jeunesse redonnent vie aux danses populaires traditionnelles au cours des années 1920. Puis viennent le foxtrot et le swing pendant la Seconde Guerre mondiale et enfin le rock'n'roll. Ces danses donnent lieu à des manifestations et concours de danse sportive dès les années 1930. Le premier championnat suisse a lieu en 1953 et la Fédération suisse de danse sportive est fondée en 1954.
La disco fait son apparition dans les années 1970 puis, vers la fin du XXe siècle, arrivent le hip-hop et la techno, illustrée par la Street Parade de Zurich dès 1992, remplaçant toutes deux la danse traditionnelle en couple.

### Danse scénique

#### La Suisse, terre d'accueil
En raison de la neutralité de la Suisse, de nombreux artistes ont trouvé refuge en Suisse, notamment pendant les Première et Seconde Guerre mondiale. Ils ne sont souvent que de passage.
Rudolf Laban (1879-1958), Hongrois né à Bratislava (appelée à l'époque Preßburg et située au sein de l'empire austro-hongrois) et fondateur à Munich en 1910 de l'école de l'art du mouvement, poursuit son travail à Zurich entre 1913 et 1919 en dispensant des cours selon sa méthode. À Zurich, toute une avant-garde y a ses quartiers, comme les initiateurs du mouvement Dada. Comme de nombreux artistes, Laban passe les mois d'été au Monte Verità d'Ascona, une colonie communautaire adepte d'un mouvement pour une vie saine. Ses élèves allemandes (Mary Wigman et Katja Wulff) ou suisses (Suzanne Perrottet, Berthe Trümpy ou Sophie Täuber) le suivent au Monte Verità où ont lieu les cours d'été de l'école de l'art du mouvement et des spectacles entre 1913 et 1919. Rudolf Laban retournera en Allemagne après la guerre.
Charlotte Bara (1901–1986), d'origine belge, donne des spectacles en Suisse dès 1924 environ. Elle crée en 1927-1928 à Ascona le théâtre de poche San Materno où elle enseigne jusque dans les années 1950. Des artistes comme Trudi Schoop, Valeska Gert ou Rosalia Chladek fréquenteront son théâtre.
Les Ballets russes, éparpillés par la guerre, sont reformés à Lausanne par Serge Diaghilev en 1915, qui y passe six mois avant de partir en tournée aux États-Unis. Diaghilev rencontre Igor Stravinsky, qui réside déjà en Suisse, le chef d'orchestre suisse Ernest Ansermet et le dramaturge René Morax.
En 1917, Alexandre Sakharoff (1886-1963) s'installe à Lausanne avec Clotilde von Derp et se produisent au théâtre municipal de Lausanne. Ils vont ensuite rejoindre la scène culturelle zurichoise avant de mener une carrière internationale après 1920. Dans les années 1930, ils habitent à nouveau Lausanne ou ils créent Les Quatre saisons du Rhône (1934).
Ludmilla Gorny (1924-1996) fuit l'Allemagne en 1945. Elle est soliste et chorégraphe au théâtre municipal de Lausanne. Elle rencontre Alexis Chiriaeff et dirige les Ballets du Théâtre des Arts de Genève entre 1949 et 1951. Ils se rendent ensuite au Canada pour créer les Grands Ballets canadiens,.
Divers chorégraphes fondent des écoles en Suisse : Harald Kreutzberg (1902-1968) crée en 1955 à Berne, avec sa compagne Hilde Baumann, l'Académie de ballet Harald Kreutzberg, le chorégraphe allemand Sigurd Leeder (1902-1981) fonde en 1969 une école à Herisau avec Grete Müller, sans oublier Maurice Béjart et le Béjart Ballet Lausanne fondé à Lausanne en 1987.
À partir de 1946, sur l'initiative de l'Association professionnelle suisse de la danse, les plus grands artistes sont invités en Suisse pour donner des cours d'été. Plus de 150 élèves venus de toute l'Europe y participent.

#### Émigration de chorégraphes suisses
À l'inverse, de nombreux artistes suisses font l'essentiel de leur carrière à l'étranger, principalement en raison du manque de structures pédagogiques professionnelles. Certains ne reviendront pas. L'Allemagne, les États-Unis et la France sont les destinations les plus attractives.
Dans les années 1920, nombreux sont ceux qui choisissent l'Allemagne. Berthe Trümpy (1895-1938), débute en 1917 à Zurich auprès de Mary Wigman. En 1919, elle l'accompagne en tournée en Allemagne. Trümpy s'installe à Berlin en 1924 pour donner des cours puis, en 1926, devient responsable avec Vera Skoronel (1906-1932) des Vereinigte Tanzbühnen. Max Pfister (1889-1958), de son pseudonyme Max Terpis, est maître de ballet à l'opéra de Hanovre puis à celui de Berlin (entre 1924 et 1929). Il dirige encore la Terpis-Schuhle für Buhnentanz puis rentre en Suisse en raison de la guerre. Maya Kübler (1914-1995), après ses débuts à l'Opernhaus de Zurich, rejoint en 1936 la Compagnie des ballets Jooss et, après dix années de tournées en Angleterre et en Amérique retrouve l'Opernhaus de Zurich (Die schwarze Spinne en 1946). Hans Züllig (1914-1992), suit la Folkwangschuhle d'Essen. Comme Maya Kübler, il accompagne Kurt Jooss en tournées mondiales (La Table verte). Après la guerre, en 1949, il retourne à Essen pour y enseigner la danse.
Anna Dentzler (1894-1980), devenue Anna Duncan, entre à l'âge de dix ans à l'école Duncan de Berlin. Elle accompagne Isadora Duncan pendant dix-sept ans en tournée en Russie et aux États-Unis. Elle poursuit sa carrière seule, devient américaine, et s'établit à New York en 1931. Le ballet comique Fridolin en route de Trudi Schoop (1903-1999) connaît le succès au concours international de Paris en 1932. Dans les années 1930 et 1940, Schoop effectue de nombreuses tournées aux États-Unis et s'installe en Californie en 1952. Robert Rosselat (1915-1984) la suit aux États-Unis en 1946. Il danse dans des films musicaux puis ouvre, en 1951, une école de danse à Hollywood qui se voit fréquentée, par exemple, par Jane Fonda. Fritz Lüdin (1934- ) est admis à la compagnie José Limón à New York, en 1963. Il épouse Betty Jones et s'installe à Honolulu où il crée le Jones-Lüdin Dance Center.
Eugène Ponti (1897-1976) ou Gilbert Mayer (1934- ) se tournent vers l'Opéra de Paris.

#### Compagnies

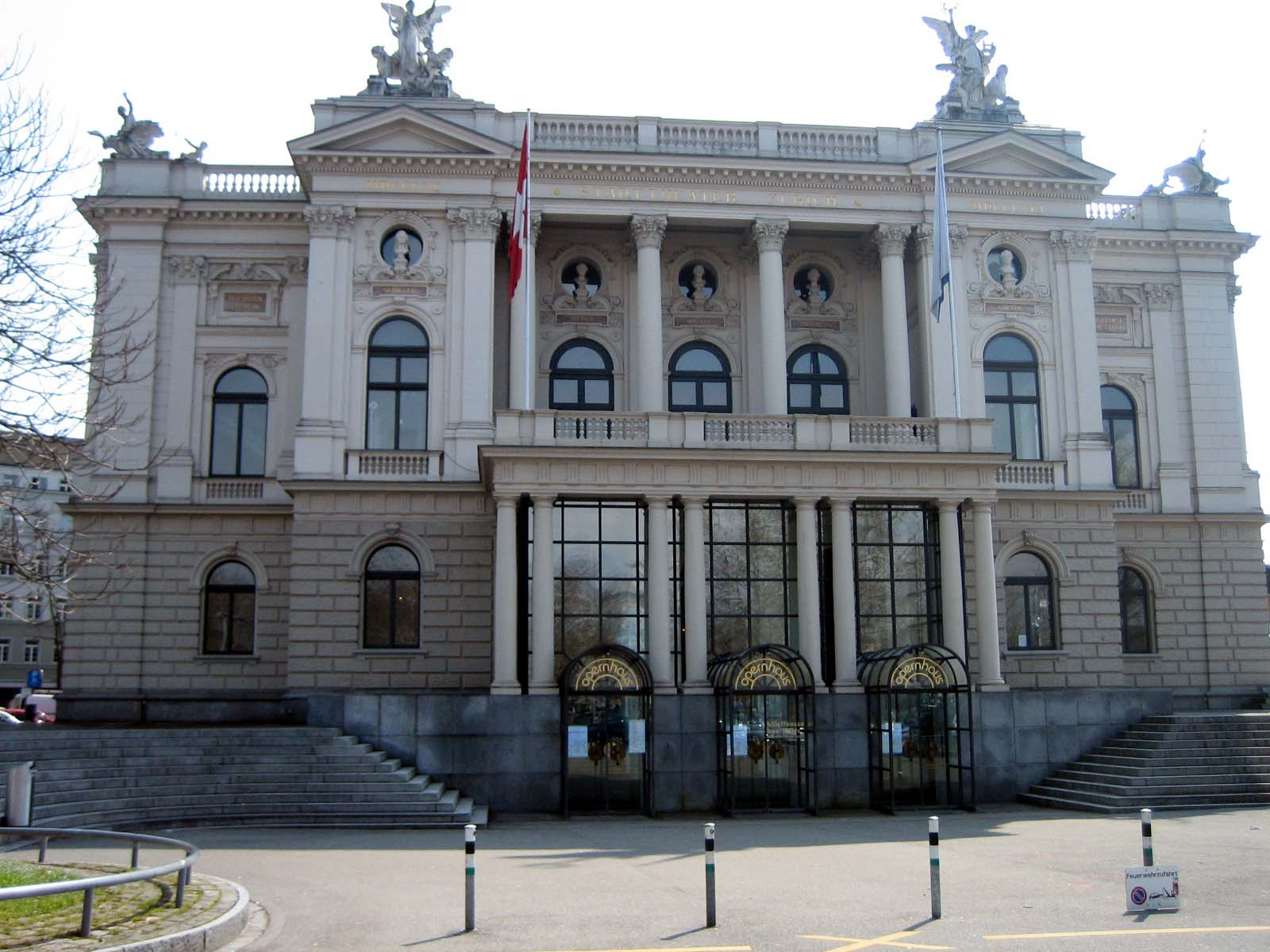
Opéra de Zurich.

Le Zürcher Ballett à Zurich est le plus grand ensemble de ballet de Suisse. Pino et Pia Mlakar le dirigent entre 1934 et 1938 puis Hans Macke entre 1939 et 1955 et, entre autres, Nicholas Beriozoff entre 1964 et 1971 et Patricia Neary entre 1978 et 1985. Pino et Pia Mlakar créent Teufel im Dorf en 1935. Macke a recours à des partitions contemporaines.
La première directrice du Ballett Basel de Bâle a été Rosalia Chladek entre 1928 et 1930. L'institution se développe surtout entre 1945 et 1951 grâce à Heinz Rosen avec, par exemple, L'Indifférent (1947). Heinz Spoerli le dirige entre 1973 et 1991.
Vers les années 1950, la Suisse découvre les grands ballets classiques : Zurich reçoit l'International Ballet of London qui présente Le Lac des cygnes et La Belle au bois dormant avec Maurice Béjart parmi les solistes ; Lausanne reçoit le Ballet du Marquis de Cuevas en 1951, le New York City Ballet en 1952 et l'American Ballet Theatre en 1953. Les troupes des ballets de Bâle et Zurich programmeront ensuite leurs propres versions de classiques (Casse-noisette, Giselle ou L'Oiseau de feu). Le Ballet Basel est invité à l'étranger, comme à Berlin, et présente Dorian Gray du suisse Max Lang.
À Genève, le Ballet du Grand Théâtre de Genève existe depuis 1962. Auparavant, le Grand Théâtre accueillait des troupes invitées (Isadora Duncan ou les Ballets Russes). Janine Charrat dirige le ballet entre 1962 et 1964 puis Serge Golovine jusqu'en 1968. Son Mandarin merveilleux fera scandale. George Balanchine sera ensuite conseiller artistique et propose le Genevois d'adoption Alfonso Cata (1937-1990) qui sera suivi par Patricia Neary.
Maurice Béjart s'installe à Lausanne en 1987 et fonde le Béjart Ballet Lausanne. L'arrivée de cette forte personnalité servira de moteur : sa troupe est subventionnée et pousse les subventions municipales à la danse indépendante de 44 000 à 265 000 francs suisses. Des créateurs obtenant plus d'argent s'affirment : Philippe Saire et Fabienne Berger à Lausanne, tout comme Laura Tanner, Fabienne Abramovich, Evelyne Castellino et Noemi Lapzeson, alors que d'autres moins professionnels sont escamotés.
La Compagnie Philippe Saire est créé en 1986,.

#### Concours

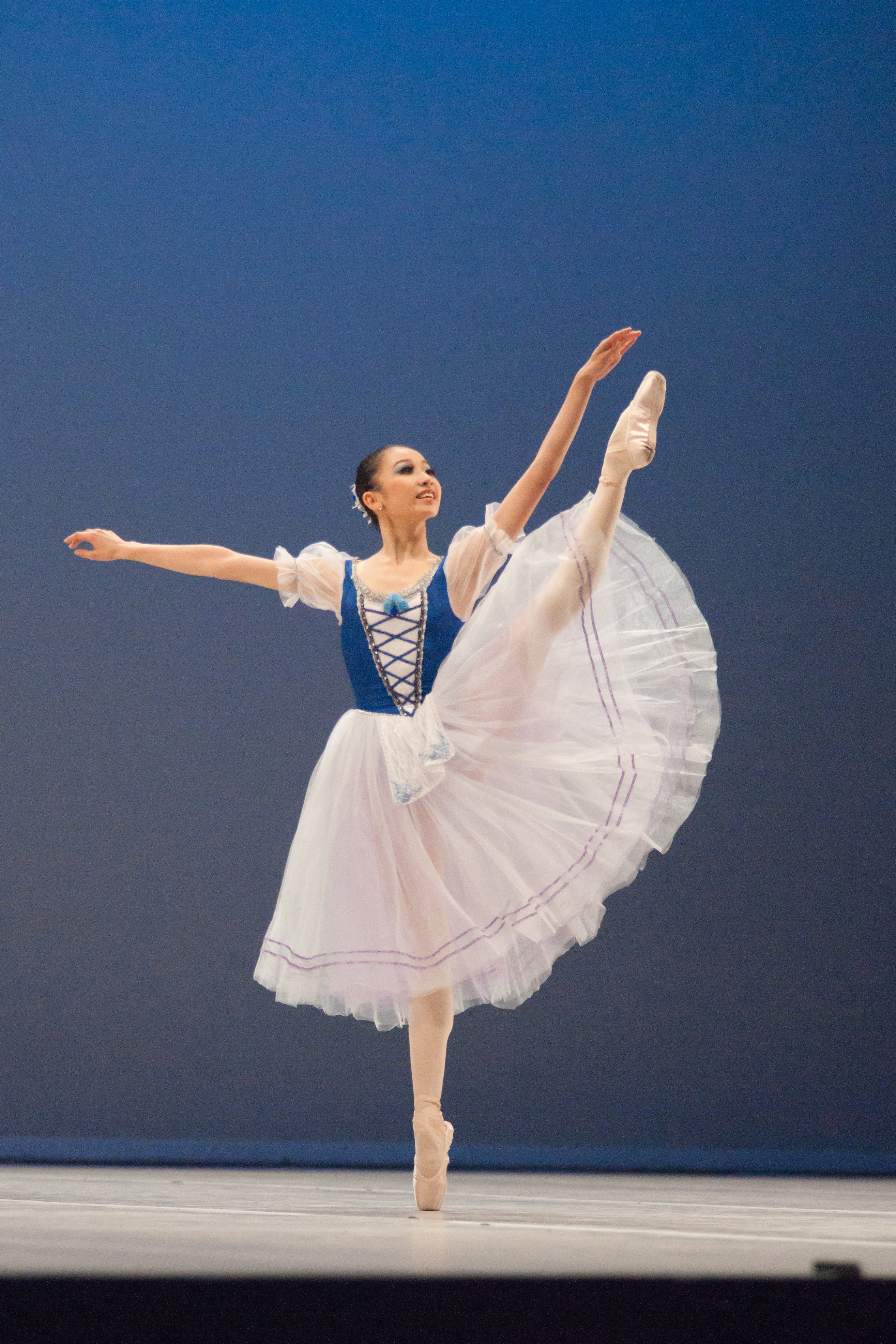
Compétitrice au Prix de Lausanne 2010.

Le Prix de Lausanne est un concours international pour jeunes danseurs de toutes nationalités qui existe depuis 1973. Le but du concours est la recherche de jeunes talents et de parfaire leur formation. Des bourses d'études sont délivrées et les gagnants sont généralement récompensés par un stage d'un an dans des écoles et compagnies de danse prestigieuses comme le Ballet royal de Londres ou le Béjart Ballet Lausanne. Parmi les lauréats des précédentes éditions figurent Carlos Acosta et Alina Cojocaru du Ballet royal de Londres ainsi que José Carlos Martínez et Laetitia Pujol du Ballet de l'Opéra national de Paris.

## Théâtre

### Humanisme et Réforme
Un manuscrit provenant du cloître de Muri (Argovie) et datant de 1300 environ est considéré comme le premier texte théâtral en langue allemande. Petit à petit, ces textes sortent des cloîtres pour être joués sur les places des villes et deviennent populaires. Aux XVe siècle et XVIe siècle, les jeux traditionnels de Pâques donnent lieu à la représentation de la Passion du Christ dans de nombreuses villes de Suisse par exemple dès 1453 à Lausanne et Lucerne. À Lucerne, sur le marché aux vins, les drames liturgiques pour les fêtes de Pâques de 1583 et 1597 de Renward Cysat (1545-1614) attirent les visiteurs en ville et marquent l'apogée de ce type de représentation. Au XVIIe siècle, toujours à Lucerne, le théâtre est repris par l'école des Jésuites mais cesse d'être joué sur les places à partir de 1677. Fribourg devient le centre théâtral des Jésuites avec Jacob Gretser (1562-1625), auteur de drames édifiants fondés sur des légendes sacrées,.
Dès la fin du XVe siècle et au début du XVIe siècle, le théâtre prend une position politique face aux problèmes de l'époque. Les jeux marquent la volonté de se libérer de l'emprise des princes étrangers ou représentent les conflits sociaux (mercenariat, mœurs ou schisme religieux). À Uri, le jeu de Tell, d'auteur inconnu et joué la première fois en 1511, est l'expression de la volonté de liberté vis-à-vis du Saint-Empire romain germanique. Il est considéré comme le premier drame politique en langue allemande.
Des pièces sont présentées aussi bien dans les régions catholiques (Lucerne, Fribourg et Saint Gall) que protestantes (Bâle, Berne et Zurich) sur les places, les cours ou dans des salles de guildes. La langue pré-luthérienne écrite, utilisée pour ces pièces de théâtre et parlées en dialecte avec quelques mots suisses alémaniques, joue un rôle d'identité suisse, notamment pour se démarquer des voisins vivant au nord du Rhin.
Bâle est depuis le grand concile (1431-1448) et l'ouverture de son université en 1460 un important centre culturel humaniste. L'imprimeur, libraire et poète Pamphilus Gengenbach (environ 1480-1524/25), pose un regard critique sur la société au travers de la production de dix pièces qui sont les premiers drames laïcs imprimés. Die X (zehn) alter dyser welt de 1515 condamne l'adultère et l'impudicité,,.
À Berne, Niklaus Manuel Deutsch (environ 1484-1530), peintre et auteur dramatique de jeux comme Opposition du pape et du Christ, présenté en février 1523, apparaît comme un précurseur de la Réforme. La scène est en effet utilisée comme moyen pour diffuser les idées de la Réforme,.
Le jeu du Reicher Mann und armer Lazarus (L'Homme riche et le pauvre Lazare), joué par des bourgeois de la ville de Zurich lors du deuxième dimanche précédent la Pâques 1529, a une grande valeur artistique car elle est une prise de position pour les paysans durant la guerre de Kappel.

### Contre-Réforme

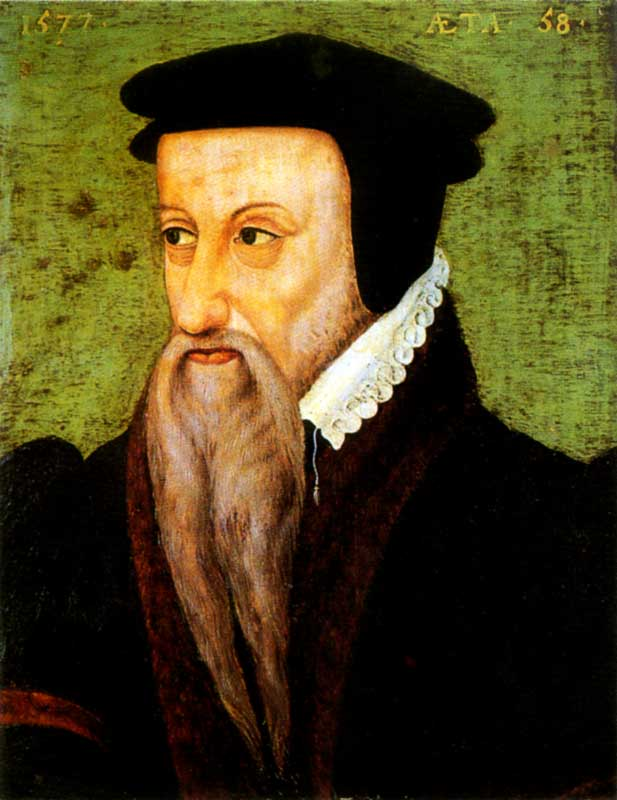
Théodore de Bèze.

Après cette période faste s'ouvre une période de dépression pour le théâtre populaire. Au XVIIe siècle, seul celui des Jésuites se maintient dans les régions catholiques. Le théâtre est interdit dans les principaux centres de la Réforme que sont Genève et Zurich. À Genève, bien que Jean Calvin se prononce contre le théâtre, il réussit tout de même à subsister pendant quelque temps avec la tragédie biblique l'Abraham sacrifiant (1550) de Théodore de Bèze. Puis, les lois somptuaires de 1617 interdisent ces spectacles, interdiction contournée avec l'arrivée de Voltaire en 1754. À Zurich, dès 1624, Johann Jakob Breitinger (1575-1645) réformateur rigoriste et puritain, obtient l'interdiction de toute forme de théâtre que l'on accuse, en pleine guerre de Trente Ans, de tous les maux ; le théâtre reste absent jusqu'en 1730.

### Au siècle des Lumières (XVIIIesiècle)
En raison des discours des pasteurs, les villes réformées résistent encore au théâtre, toutefois moins fortement à Bâle et à Berne où l'influence de l'étranger se fait sentir : le Grand théâtre du siècle des Lumières avec Molière en France, la Commedia dell'arte en Italie, Shakespeare en Angleterre est lointain pour la Suisse mais des troupes de théâtre itinérantes venues de France, d'Allemagne ou d'Italie, fuyant des troubles, se produisent sur les places des villes suisses et, plus tard, dans les lieux servant au jeu de paume.
Voltaire arrive à Genève en 1754. Découvrant la ville soumise à la censure, il se promet de recréer le théâtre dans cette ville en fondant quatre théâtres aux alentours : à Tournay, Châtelaine et Ferney sur sol français ainsi qu'à Carouge en Savoie, de sorte que les Genevois peuvent facilement s'y rendre. Il forme également une troupe composée de membres de familles genevoises. Enfin, en 1766, à la faveur de troubles politiques, Voltaire ouvre un théâtre en bois de 800 places en ville de Genève. Il est remplacé en 1783 par un bâtiment en pierre financé par une société anonyme privée.
La troupe allemande Ackermann effectue une tournée en Suisse entre 1757 et 1760. Elle est bien accueillie à Bâle, Berne ou Winterthour mais pas encore à Zurich. La compagnie Koberwein joue La Flûte enchantée le 12 décembre 1796 pour la première fois à Berne.
Dans les régions catholiques comme le Valais, le théâtre n'avait jamais disparu avec le théâtre bourgeois populaire ou des jeux allégoriques dans les abbayes comme à Einsiedeln et Disentis. Les jeux de carnaval existent et le Valais possède même son « fou » : le « fou de l'État du Valais ». Le théâtre populaire, qui se joue pour moitié en dialecte et pour moitié en allemand classique, s'ouvre à l'influence d'autres régions et se permet de plaisanter avec l'Église. Alors que celle-ci perd de son influence, le latin est de moins en moins utilisé dans le théâtre des Jésuites qui adopte l'allemand pour se rapprocher du peuple. Les idées des Lumières finissent par se répandre à Lucerne où se donne, en 1746, la première comédie française.
Le « Tell » de Josef Ignaz Zimmermann (1737-1797), écrit en 1789, est joué partout en Suisse. Sa renommée va jusqu'à Schiller qui l'utilise comme source pour son propre « Guillaume Tell » de 1804.

### De la Régénération au milieu duXIXesiècle

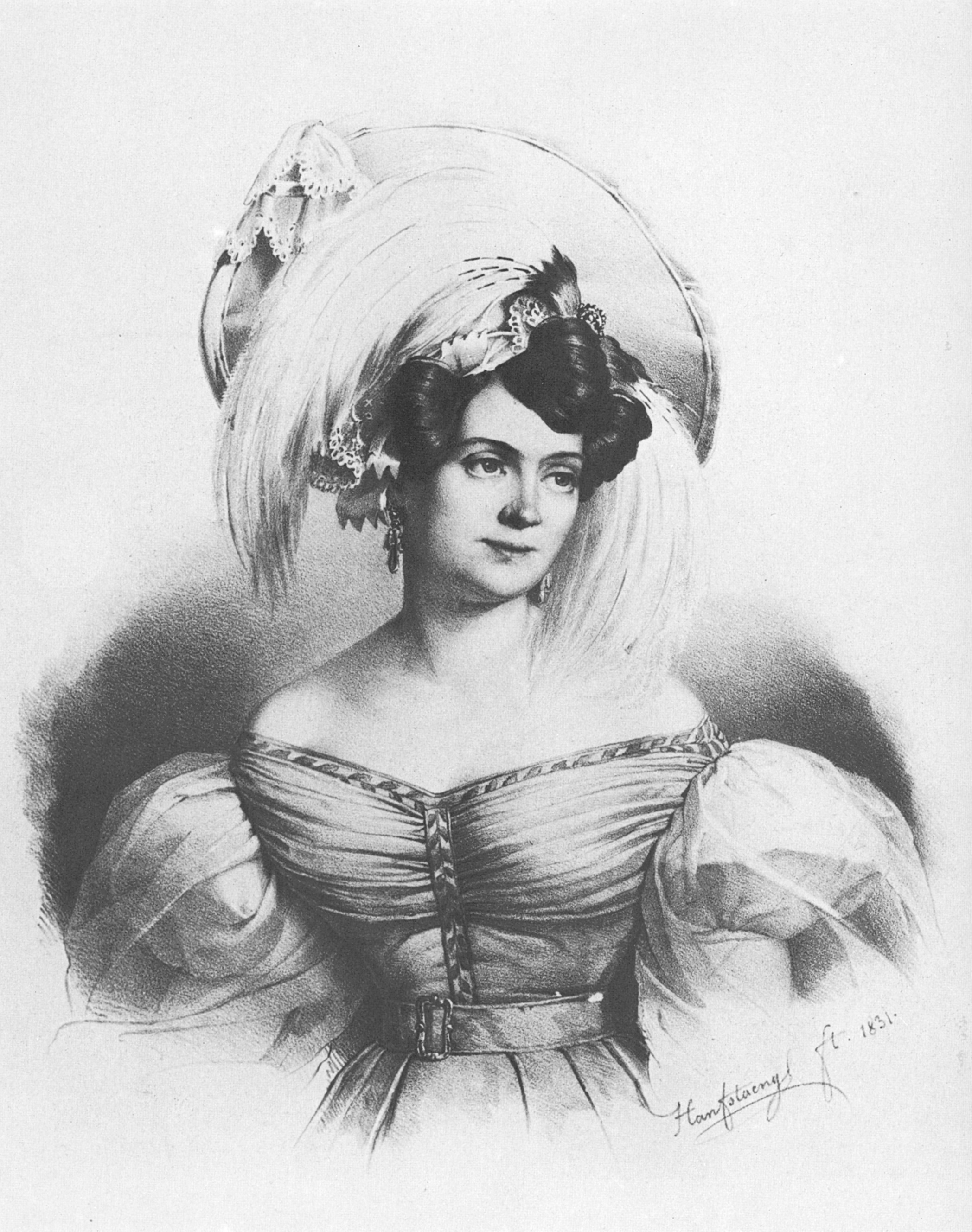
Charlotte Birch-Pfeiffer (1800-1868).

Le XIXe siècle voit l'essor de la construction de bâtiments conçus pour la représentation théâtrale et les troupes permanentes.
Les représentants diplomatiques suisses ainsi que les négociants voyagent et admirent les théâtres à l'étranger. Ils vont  favoriser la pratique du théâtre dans leurs villes d'origine en Suisse pour promouvoir l'instruction et améliorer les mœurs en amenant un répertoire varié (Mozart, Goethe, Schiller, Voltaire et Rossini entre autres). D'abord amateurs, le répertoire impose rapidement de faire appel à des professionnels que l'on va chercher en Allemagne et en Autriche à défaut d'en trouver sur place. L'allemand classique devient ainsi une langue de théâtre professionnel en Suisse tendant à éloigner le théâtre populaire parlé en dialecte.
Après Genève (1783), Saint Gall ouvre en 1805 un théâtre avec une troupe permanente tout comme, pendant la Régénération, à Bâle et Zurich en 1834, Berne en 1836, Lucerne en 1839 et à Soleure en 1856. Ces théâtres, construits selon le style des théâtres de cour à galeries, sont gérés par des sociétés d'actionnaires.
Charlotte Birch-Pfeiffer (1800-1868), dirige le théâtre de Zurich entre 1837 et 1843. Son répertoire est important en quantité et en qualité : 24 nouvelles pièces en une saison de sept mois. On peut y voir entre autres La vie est un songe, Tartuffe, Macbeth et le théâtre est réputé jusqu'à Weimar en Allemagne. Cependant, déçue par les faibles subventions, ses conditions de travail difficiles et le manque d'enthousiasme du public, elle quitte Zurich pour Berlin.

### Du milieu duXIXesiècleau milieu duXXesiècle
Ludwig Eckardt (1827-1871), écrivain viennois, se réfugie en Suisse en raison de la révolution de mars 1848. Dans le nouvel État fédéral suisse, il tente sans succès de promouvoir un « théâtre national suisse » avec des écoles en Suisse allemande et en Suisse romande afin de favoriser le rapprochement des deux cultures.
Durant cette période se développent des Festspiele en plein air pour des événements particuliers et des théâtres populaires permanents. Dans les années 1930, le Schauspielhaus de Zurich devient la scène refuge pour les émigrés-artistes engagés contre le nazisme en Allemagne.

#### Festspiele

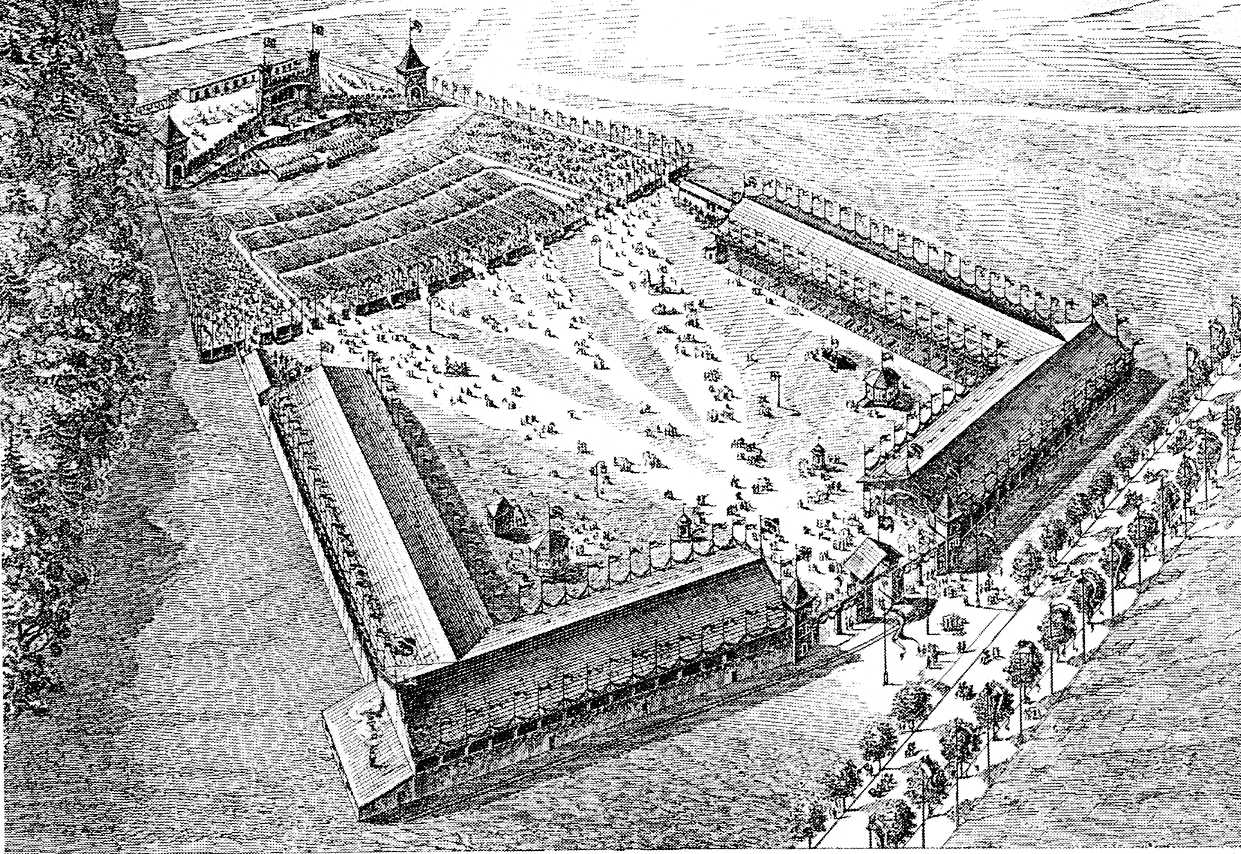
Le Festspiel de Berne de 1891 sur la place des fêtes au Dählhölzli.

Jean-Jacques Rousseau fustige en 1758 les théâtres de cour interprétés par les étrangers que le peuple doit endurer. Il propose aux Suisses d'interpréter leurs propres jeux en plein air (Lettre à d'Alembert). Le théâtre populaire se développe effectivement dans la tradition des jeux de carnaval et des drames politiques avec la création dans de nombreuses villes de sociétés dont le but est de présenter des pièces en dialecte : le Dramatischer Verein à Zurich, le « Quodlibet » à Bâle (1858) et le Heimatschutztheater créé à l'occasion de l'exposition nationale suisse de Berne en 1914. Des associations de musique, de tir ou de gymnastique sont créées et organisent, dans le cadre de leurs manifestations, des Festspiele, c'est-à-dire des représentations en plein air à consonance patriotique.
En 1861, Gottfried Keller expose son projet de Festspiele nationaux dans l'ouvrage Studie am Mythenstein. Le but des fêtes patriotiques est d'affirmer et renforcer les liens vis-à-vis du jeune État national. Les spectacles y évoquent les mythes fondateurs ou un sujet historique comme la commémoration de l'entrée d'un canton dans la Confédération. Les « Jeux de Tell » sont ainsi régulièrement joués à Altdorf, depuis 1512, et à Interlaken depuis 1912,,.
En Suisse romande, des jeux en plein air sont réalisés par des personnalités. Le Festival Vaudois de 1903 à Beaulieu commémore le centenaire de la création du canton de Vaud (textes et musique par Émile Jaques-Dalcroze et mise en scène par Firmin Gémier). Émile Jaques-Dalcroze, Firmin Gémier et Adolphe Appia créent également les « Fêtes de juin » 1914 qui commémorent les cent ans de l'entrée de Genève dans la Confédération. Le théâtre temporaire était érigé au bord du lac, la scène se trouvant au-dessus de l'eau. Adolphe Appia et Karl Walser sont aussi des scénographes réputés de la première moitié du XXe siècle.
D'autres spectacles comme la fête des vignerons de Vevey ont pour thèmes le travail et la récolte. Elle est organisée quatre ou cinq fois par siècle environ depuis 1797. Une arène est spécialement construite pour l'occasion sur la place du marché pour un spectacle choral et théâtral interprété par des milliers d'acteurs et figurants amateurs.
À Bâle, la célébration du 500e anniversaire de la réunion du Petit-Bâle avec le Grand-Bâle en 1892 et le 400e anniversaire de l'entrée de Bâle dans la Confédération donnent lieu à de grands festivals historiques.
Le spectacle Tag des Jammers – Helvetische Szenen aus Nidwalden1798 (Jour de désolation – Scènes helvétiques de Nidwald en 1798) de Hansjörg Schneider, joué à Stans en 1998, est un « Jeu cérémoniel sans cérémonie », une reconstitution d'un événement historique à l'époque de la République helvétique où le peuple est à la fois acteur et spectateur.

#### Scène populaire et théâtre bourgeois

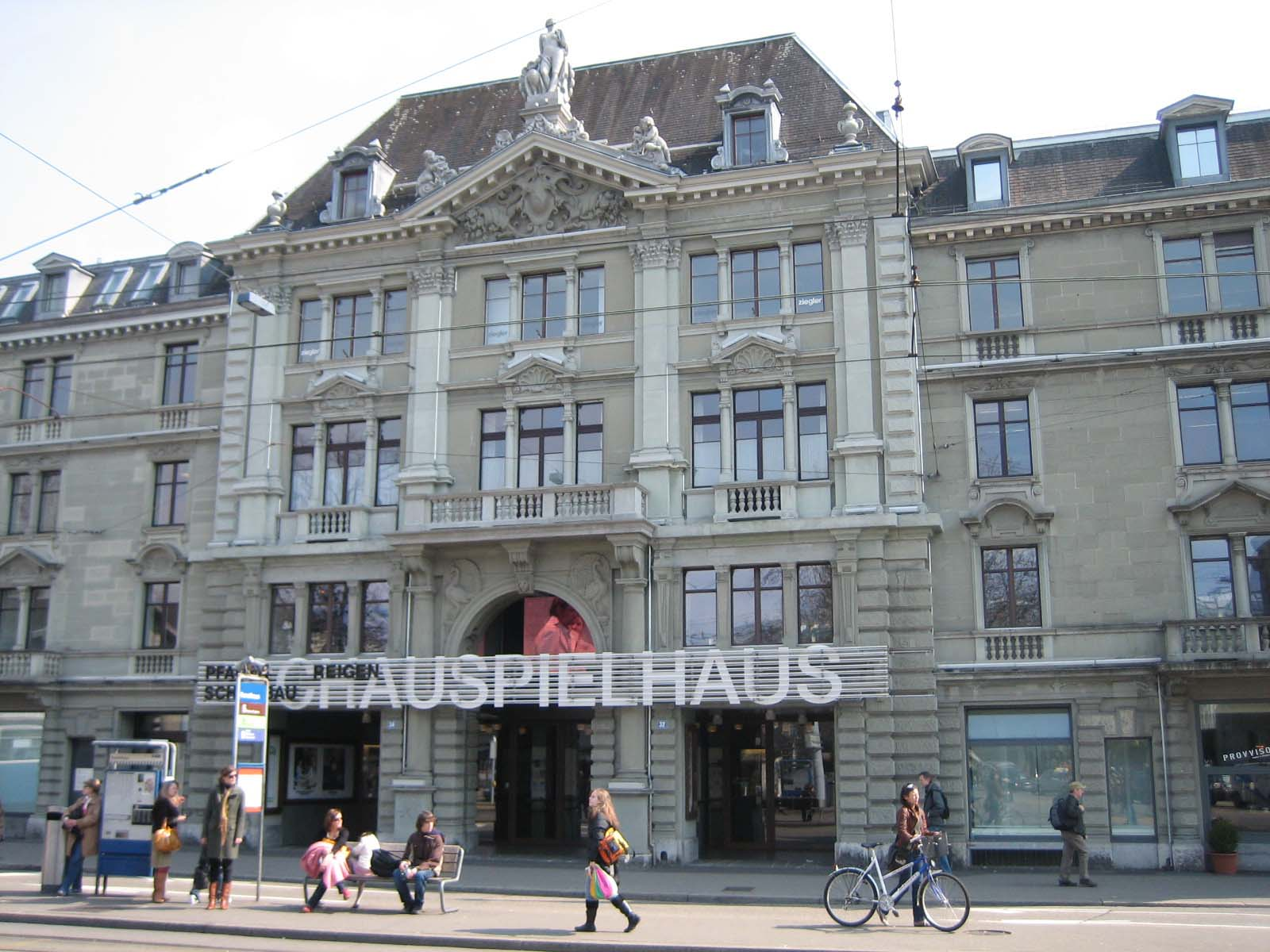
Schauspielhaus de Zurich.

La fête des vignerons de 1905 est l'œuvre de René Morax (1873-1963) qui fonde ensuite le théâtre du Jorat à Mézières, un théâtre populaire à la campagne. Entre 1908 et 1939, René Morax écrit la plupart des drames inspirés de l'histoire de la Suisse (Davel, Guillaume Tell ou Le Roi David) joués dans ce théâtre.
Le théâtre professionnel s'implante dans les grandes villes. Le théâtre municipal de Lausanne, appelé « théâtre de Georgette » à son origine en 1871, présente des spectacles parisiens (revues et vaudevilles). Il est dirigé entre 1928 et 1961 par Jacques Béranger (1896-1975) qui monte une troupe et présente un programme original jusqu'à la Seconde Guerre mondiale. À Genève, Ernest Fournier monte une troupe en 1909 qui devient, en 1913, la Comédie de Genève. Georges Pitoëff (1884-1939), français d'origine russe, s'installe à Genève entre 1915 et 1922. Il prend part à la mise en scène de L'Histoire du Soldat (1918) de Charles-Ferdinand Ramuz et Igor Stravinsky.
Le metteur en scène suisse Oskar Wälterlin (1895-1961) dirige le théâtre de Bâle entre 1925 et 1932 puis le Schauspielhaus de Zurich entre 1938 et 1961. Alfred Reuker (1868-1958) dirige l'opéra de Zurich entre 1901 et 1921 et crée la « Petite maison du Pfauen » qui devient le Schauspielhaus afin de permettre de jouer des pièces qui ne peuvent avoir l'audience nécessaire pour être jouées au grand théâtre.
Dans les années 1930, avec l'avènement du national-socialisme, la Suisse tourne le dos à l'Allemagne et de nombreux artistes suisses ou étrangers quittent ce pays. Les cabarets « Pfeffermühle » et surtout le « Cabaret Cornichon » de Zurich, fondé en 1934 devient rapidement un lieu de résistance au fascisme et au national-socialisme. La langue utilisée est aussi bien le dialecte que l'allemand,. Sous la direction de Wälterlin, le Schauspielhaus devient durant la Seconde Guerre Mondiale le principal théâtre indépendant d'expression allemande classique, hébergeant de nombreux artistes émigrés. On y crée des pièces de Bertolt Brecht, de Ferdinand Bruckner, de Georg Kaiser et de Carl Zuckmayer. Durant la guerre, les théâtres d'Allemagne ont perdu leurs manuscrits, alors prohibés et reconstituent leurs fonds grâce au Schauspielhaus de Zurich dans l'après-guerre,.

### De la seconde moitié duXXesiècleà nos jours

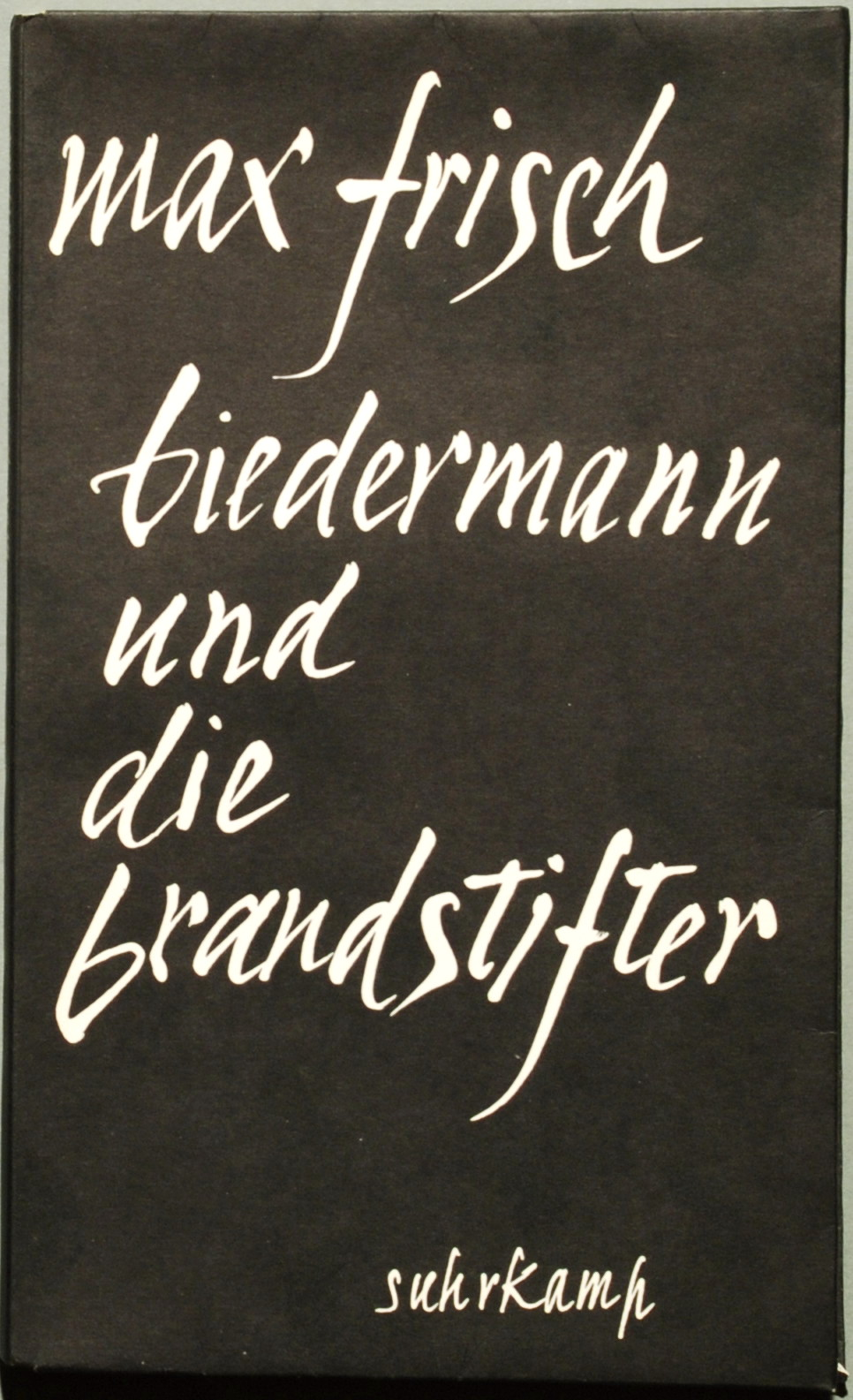
Max Frisch : Biedermann und die Brandstifter (1958).

Le plurilinguisme de la Suisse est, pour le théâtre, un obstacle aux échanges entre régions. Max Frisch et Friedrich Dürrenmatt sont parmi les rares auteurs qui soient joués dans toutes les régions linguistiques. Après la Seconde Guerre mondiale, Max Frisch (1911-1991), également architecte, et Friedrich Dürrenmatt (1921-1990) sont les plus célèbres des écrivains et dramaturges suisses du XXe siècle et sont internationalement reconnus. Tous deux membres du Groupe Olten, ce sont des intellectuels engagés. Dürrenmatt écrit des pièces pour la radio et des romans policiers. Frisch crée ses premières pièces de théâtre au Schauspielhaus de Zurich,.
Au Tessin, jusque dans les années 1970, il n'existe pas de théâtre d'auteur mais seulement des troupes d'amateurs en plein air et les théâtres permanents sont inexistants. Puis Dimitri (1935- ) et sa femme Gunda fonde un théâtre fixe à Verscio en 1971. Dès 1975, une école de théâtre puis une troupe (dès 1978)sont attachées au théâtre. Outre celle-ci, des dizaines de troupes invitées s'y produisent. L'école est depuis 2004 reconnue en tant qu'école supérieure de théâtre avec l'union des Hautes Écoles de théâtre (Berne, Zurich, Lausanne et Verscio),.
Depuis existent au Tessin des troupes indépendantes de théâtre, comme le Teatro Sunil, pour lesquelles la pantomime, la danse et la musique ont un rôle plus important que dans les autres régions de Suisse. Ceci est dû à l'influence de la culture italienne comme de la présence du « teatro Dimitri ». Au Tessin comme aux Grisons, le théâtre en dialecte connaît le succès populaire et une large diffusion grâce aux retransmissions radiophoniques et télévisées,.
Aux Grisons, le seul théâtre permanent est à Coire. Bertolt Brecht y a créé Antigone en 1947. En revanche, le théâtre populaire est bien présent : Gian Gianotti fonde en 1981 l'association des Freilichtspiele Chur (Jeux de plein air à Coire).
À Bâle, la Kömedie et le Stadttheater, placés sous la direction de Werner Düggelin entre 1968 et 1975, connaissent le succès avec des sujets provocateurs et expérimentaux,.
À Zurich, après les directions successives de Harry Buckwitz, Gerhard Klingenberg, Gerd Heinz, Achim Benning et Gerd Leo Kuck, le Schauspielhaus se renouvelle sous la direction de Christoph Marthaler entre 2000 et 2004. Toutefois, son travail est difficilement reçu par le public du théâtre. Limogé en 2002, il est maintenu grâce à un référendum populaire,.
À Genève, Benno Besson qui dirige la Comédie de Genève entre 1982 et 1989, donne une réputation internationale à cette scène avec L'Oiseau vert de Carlo Gozzi,.
À Lausanne, la Compagnie des Faux-Nez est réunie autour de Charles Apothéloz (1922-1982) et Freddy Buache. C'est le premier groupe professionnel à mettre en scène le répertoire du théâtre populaire vaudois.
Les Mummenschanz sont une troupe née en 1972. Leurs spectacles de mimes, de jeux de masques et d'acrobaties sont mondialement connus (Bijou Théâtre à Broadway entre 1977 et 1980,).
Voici enfin une sélection d'autres personnalités du théâtre : Jacques Aeschlimann, Luc Bondy, Robert Chessex, Thomas Hürlimann, Agota Kristof, Jacques Probst, Hansjörg Schneider, Heinz Stalder, Lukas B. Suter, Jean-Pierre Vallotton, Michel Viala, Matthias Zschokke.

## Cirque
Au XVIIe siècle se produisent des troupes ambulantes avec forains, montreurs de géants et de nains. Au XIXe siècle, les cirques étrangers tournent en Suisse, comme l'allemand Hagenbeck ou l'américain Barnum & Bailey. Les cirques en Suisse n'ont pas de sièges fixes et parcourent le pays durant la belle saison avant de prendre leurs quartiers d'hiver. D'abord sur des pistes ouvertes, les cirques se dotent de chapiteaux durant l'entre-deux-guerres.
Le cirque Knie est le plus important des cirques suisses mais il existe aussi de plus petits cirques tel que le cirque Nock, le cirque Stey, le circus Royal et le cirque Olympia.
Le cirque Nock est un cirque familial dont la dynastie est apparue au XVIIe siècle. Il se produit dans toute la Suisse, y compris dans les grandes villes. Stey se produit dans les petites agglomérations de Suisse orientale et de Zurich et le Royal se produit uniquement dans les petites villes ou villages. Ils présentent aussi leurs spectacles en matinée pour les écoles. L'Olympia se produit dans les petites agglomérations et, épisodiquement, dans les grandes villes. Le cirque Starlight présente depuis 2002 des spectacles de cirque contemporain, mélangeant les arts du cirque à ceux de la danse ou du théâtre. Le niveau de la plupart de ces petits cirques est assez bon car, en raison de la taille du pays et de la concurrence du cirque Knie, ils se doivent de présenter de bons spectacles pour survivre.
Il y a vingt-cinq cirques en Suisse en 1999 : Aladin, Arena, Circus Theater Balloni, Basilisk, Chnopf, Conelli, De Lune, Fliegenpilz, Gipsy, Golden Harlekin, Harlekin, Helvetia, Charles Knie, Liliput, Medrano, Circus Monti, Alfredo Nock, Pajazzo, Pfisti, Pipistrello, cirque d'enfants Robinson, Salto Natale, Starlight, Stellina, Valentino, Viva,,.

### Cirque Knie

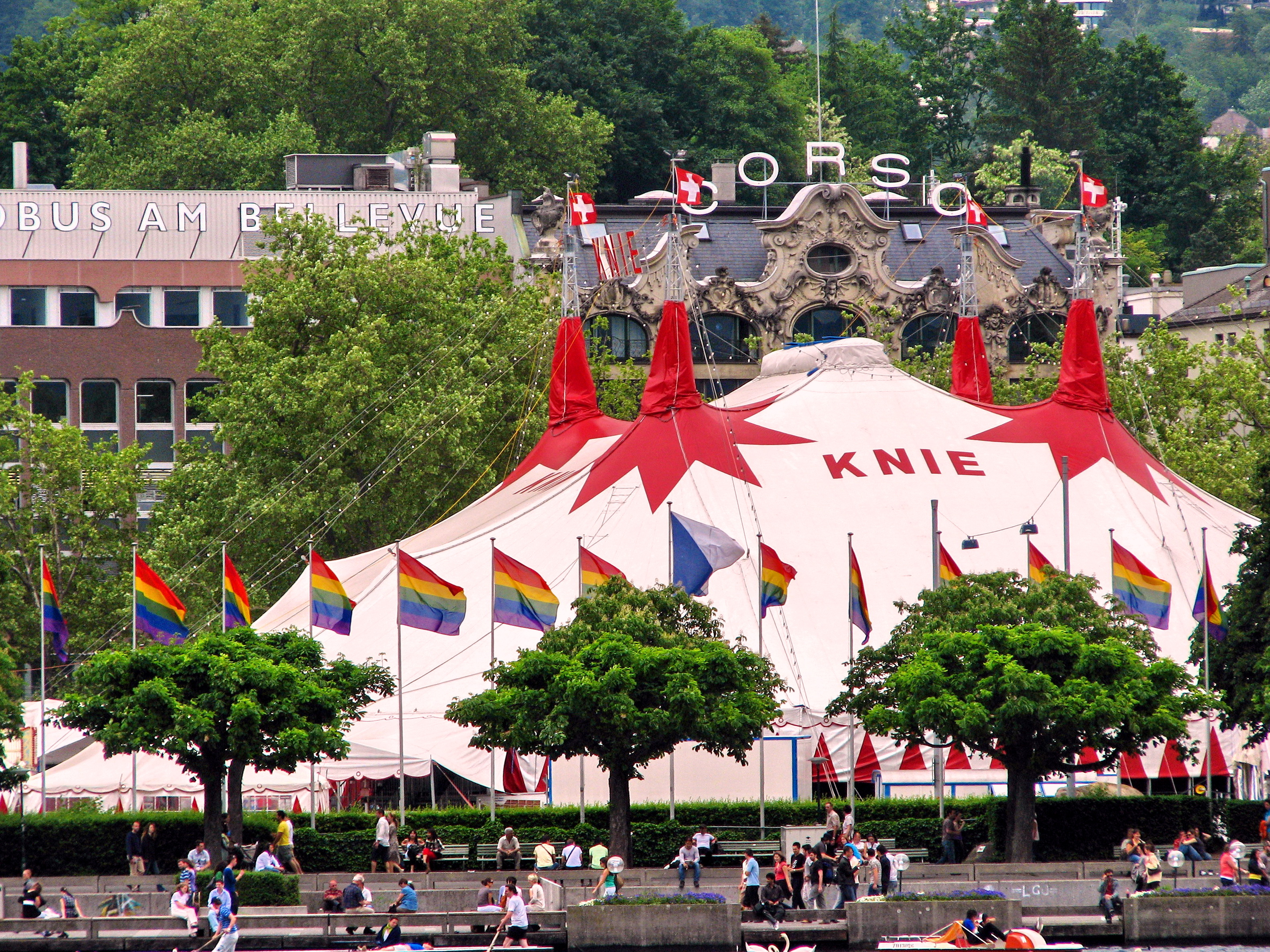
La tente du cirque Knie montée à Zurich, place Bellevue, en 2009.

Le cirque Knie aussi nommé « Cirque national suisse des frères Knie » (bien qu'il ne reçoive aucune subvention étatique) est basé à Rapperswil où les Knie ont ouvert le zoo pour les enfants en 1962 et le musée du cirque.
Fondé par la famille Knie en 1803, date de la fondation de la dynastie originaire d'Autriche-Hongrie, il existe sous sa forme actuelle depuis 1919, date où il passe de l'arène à ciel ouvert au chapiteau. Le cirque Knie est aujourd'hui une entreprise comptant 200 employés et une centaine de véhicules et d'animaux. En 2008, elle est dirigée par Frédy Knie junior et Franco Knie. Le dressage est une grande tradition chez la famille Knie. Dans les années 1970, le cirque se déplace avec un véritable zoo ambulant formé de 300 animaux.
Le clown Dimitri fit plusieurs tournées avec le cirque Knie. Le Cirque du Soleil monta également un spectacle en collaboration avec la famille en 1992.

### Artistes de cirque

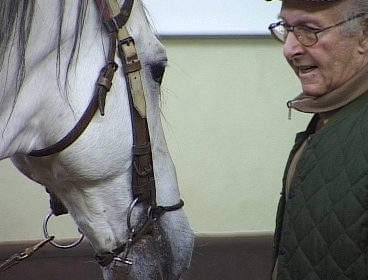
Fredy Knie senior.

René Strickler, dompteur de fauves, travaillait à ses débuts au service de presse du cirque Knie. C'est là qu'il a fréquenté les dompteurs avant de le devenir lui-même. En 1994, il quitte le circuit des cirques et crée sa propre entreprise avec une trentaine de fauves.
Fredy Knie senior (1920-2003), dresseur de chevaux, accumule depuis l'âge de 10 ans les succès dans toute l'Europe avec ses statuts de plus jeune dresseur de chevaux et de spécialiste mondial de saut.
Dimitri (1935- ), clown et mime, apprend le mime en 1958 chez Marcel Marceau et rejoint sa troupe à Paris. De nombreuses tournées avec le cirque Knie suivent, la première ayant lieu en 1970. À Verscio, il crée une école universitaire de théâtre, un théâtre fixe, une troupe et un musée. Grock (1880-1959), clown musical, jouait de divers instruments. Actif en Europe avec différents partenaires, c'est l'un des meilleurs clowns de tous les temps. Parmi d'autres clowns suisses connus figurent les Chickys, Bruno et Patricia.